# Смертельна змія гадюкоподібна
Смертельна змія гадюкоподібна (Acanthophis antarcticus) — отруйна змія з роду Смертельна змія родини Аспідові. Має 3 підвиди.

## Опис
Загальна довжина сягає 70—100 см. Примітна значна зовнішня схожість із гадюками. Широка голова з виступаючими вилицями має трикутну форму з різким шийним перехопленням, надочноямкові щитки різко виступає убік, луска на верхній стороні тулуба наділена реберцями. Ікла досить великі. Тулуб короткий й куций, Колір шкіри світло—коричневий з декількома темними смуга уздовж тулуба.

## Спосіб життя
Полюбляє лісисту, чагарникову місцину. Активна вночі. Пересувається здебільшого по землі. Поживою є дрібні ссавці, птахи та змії.
Це живородна змія. Самиця народжує 10—20, дуже рідко 30, дитинчат.
Поводиться подібно гадюці. При появі небезпеки лежить нерухомо, не рятуючись втечею й не приймаючи відлякуючої пози, а покладається на своє забарвлення, що робить її непомітною. У зв'язку з такою манерою поведінки подорожній частіше стикається впритул зі змією й буває укушений нею. Отрута досить потужна, має нейротоксичну дію. Половина укушених цією змією людей гине.

## Розповсюдження
Мешкає в Австралії, на о.Нова Гвінея й сусідніх островах.

## Підвиди
- Acanthophis antarcticus antarcticus
- Acanthophis antarcticus cliffrosswelingtoni
- Acanthophis antarcticus schistos